# Гуаренас
Гуаре́нас (исп. Guarenas) — город в Венесуэле, штат Миранда. Расположен на высоте 374 м над уровнем моря на берегу реки Гуаренас. Население 187 тысяч человек (2001). Основан 14 февраля 1621 года как индейское поселение. Текстильная промышленность. Строится метрополитен.